# Conus gladiator
Conus gladiator е вид охлюв от семейство Conidae. Видът не е застрашен от изчезване.

## Разпространение и местообитание
Разпространен е в Галапагоски острови, Гватемала, Еквадор, Колумбия, Коста Рика (Кокос), Мексико (Гереро, Долна Калифорния, Колима, Мичоакан, Наярит, Оахака, Синалоа, Сонора, Халиско и Чиапас), Никарагуа, Панама, Перу, Салвадор и Хондурас.
Обитава крайбрежията на океани и морета.